# El universo en guerra (historieta de Jaime Tomás)
El Universo en Guerra es una serie de historietas creada por el autor español Jaime Tomás García en 1935, una de las primeras de ciencia ficción del cómic español.

## Trayectoria editorial
El Universo en Guerra se publicó originalmente en el tebeo "Pocholo".
Un año después, la propia editorial Santiago Vives la recopiló en un álbum monográfico dentro de su colecciones "Aventuras Ilustradas".

## Valoración
El investigador Antonio Martín ha alabado la calidad de esta obra, tanto por su argumento (correcta extrapolación del "equilibrio del terror") como por su estilo (acento convincente con matices expresionistas). Muestra además la influencia de Alex Raymond, como en el resto de sus series de estos años: La isla de los galeones (1935), Fieras en la ciudad (1935), El monstruo de acero (1936) y El castillo de los tres fantasmas (1936).